# 计算机应急响应小组
计算机应急响应小组（缩写CERT），又名计算机安全事件应急响应小组（缩写CSIRT），是对一个固定范围的客户群内的資訊安全事件进行处理、协调或提供支持的一个团队
，有可能是政府機構、民間機構、商業組織所成立。

## 简介
1988年11月，发布到因特网上的莫里斯蠕虫病毒导致当时互联网中十分之一的计算机被感染而瘫痪，数据和资料遭大量损毁。随后，美国国防部高级研究计划局（DARPA）资助卡内基·梅隆大学成立了计算机应急响应小组（Computer Emergency Response Team，缩写CERT)，设在卡内基·梅隆大学内。该小组是因特网安全的“监督者”，致力于确保适当的技术和系统管理实践的组织，抵御对网络系统的攻击并限制损害。
此后，世界各国家和地区纷纷建立计算机应急响应小组，如日本的JPCERT/CC、德国的CERT-BUND、英国的UKCERT、美国的US-CERT。1990年，应急响应与安全组论坛（FIRST）成立，到2012年8月初，该论坛已成为超过57个国家，264个成员参与的国际性组织。
20世纪末开始，中华人民共和国陆续建起计算机应急响应机构，主要有国家计算机网络应急技术处理协调中心（CNCERT/CC）、CERNET应急响应组（CCERT）、中国移动的CMCERT/CC、华为的HuaweiNSRIT等。